# When Doves Cry
A "When Doves Cry" egy Prince által szerzett dal, amely az első kislemez volt a Purple Rain albumról. Albert Magnoli kérte meg Prince-t, hogy írjon egy dalt, amely illik a film azon részéhez, amelyben a főhősnek problémái vannak a szüleivel. Másnap reggel Price megírt két dalt, az egyik a "When Doves Cry" volt. Per Nilsen, Prince életrajzírója szerint a dalt a zenész kapcsolata inspirálta Susan Moonsieval.
A "When Doves Cry" volt Prince első első helyezett dala a Billboard Hot 100-on, amely pozíción öt hetet töltött. 1984 legsikeresebb kislemeze volt és platina minősítést kapott az Amerikai Hanglemezgyártók Szövetségétől (RIAA). Az utolsó szólóelőadó által kiadott kislemez volt, amely platina minősítést kapott, mielőtt 1989-ben megváltoztatták a minősítési határokat. A "When Doves Cry" első volt az 1984-es Billboard év végi slágerlistán. Prince 2016-os halála után a dal visszatért a listára a nyolcadik helyen, majdnem 32 évvel első megjelenése után.
A videóklipet túlságosan szexuálisnak találták, hogy megjelenhessen az MTV-n. A dal 52. helyen található a Rolling Stone "Minden idők 500 legjobb dala" listáján és szerepel a Rock and Roll Hall of Fame "500 dal, amely formálta a Rock and Rollt" listáján is. Az Acclaimed Music szerint a zenetörténelem 31. legismertebb dala.

## Háttér
Prince a Purple Rain összes többi dalának befejezése után írta a "When Doves Cry"-t. Az éneklés mellett az összes hangszert is ő játszotta a dalon. A kislemezen nem található basszus, ami nem megszokott egy 1980-as évekbeli dance daltól. Prince azt mondta, hogy eredetileg volt, de egy Jill Jonesszal folytatott beszélgetés után úgy döntöttek, hogy úgy túlságosan hagyományos volt.

## Fogadtatás
A "When Doves Cry" öt hétig volt a Billboard Hot 100 első helyén 1984 júliusában és augusztusában, Bruce Springsteen "Dancing in the Dark"-ja előtt. A The Village Voice Pazz & Jop listáján az év legjobb kislemezének szavazták. A Billboard is az első helyre helyezte az 1984-es év végi slágerlistáján. Prince 2016-os halála után a dal újra megjelent a Billboard Hot 100-on, a nyolcadik helyen.
A B-oldal a "17 Day" volt, amely eredetileg az Apollonia 6 debütáló albumára volt szánva. A 12"-es kislemez az Egyesült KIrályságban tartalmazta a "17 Days"-t, a "1999"-t és a "D.M.S.R"-t. A "17 Days" teljes címe ("17 Days (the rain will come down, then U will have 2 choose, if U believe, look 2 the dawn and U shall never lose)") a leghosszabb címe egy B-oldalnak, amely kislemeze a Hot 100 első helyéig jutott, 85 betűvel és számmal.
A "When Doves Cry" Prince egyik legismertebb dala. A Spin magazin minden idők hatodik legjobbjának nevezte. A Rolling Stone az 52. helyre helyezte a "Minden idők 500 legjobb dala" listáján (az 1980-as évek második legmagasabban szereplő dala a Grandmaster Flash and the Furious Five "The Message"-e mögött).
Az Acclaimed Music szerint a zenetörténelem 31. legismertebb dala.
A "When Doves Cry"-t felhasználta MC Hammer az 1990-ben megjelent "Pray" dalán.

## Számlista
| Kislemez | Régió              | A-oldal | B-oldal | Hossz | Kiadó        |
| -------- | ------------------ | --- | --- | ----- | ------------ |
| 7"       | Egyesült Államok   | "When Doves Cry" | "17 Days (The rain will come down, then U will have 2 choose. If U believe, look 2 the dawn and U shall never lose.)" | 7:41  | Paisley Park |
| 12"      | Egyesült Királyság | 1. "When Doves Cry" 2. "17 Days (The rain will come down, then U will have 2 choose. If U believe, look 2 the dawn and U shall never lose.)" | 1. "1999" 2. "D.M.S.R."                                                                                               | 24:13 | Warner Bros. |
| 1989-CD  | Világszerte        | "When Doves Cry" | "Purple Rain" (album version)                                                                                         | 11:28 | Warner Bros. |

## Slágerlisták

### Heti slágerlisták
| Slágerlista (1984)                   | Legmagasabb pozíció |
| ------------------------------------ | ------------------- |
| Ausztrália (Kent Music Report)       | 1                   |
| Ausztria (Ö3 Austria Top 40)         | 19                  |
| Belgium (Ultratop 50 Flanders)       | 6                   |
| Belgium (VRT Top 30 Flanders)        | 7                   |
| Brit kislemezlista (OCC)             | 4                   |
| Franciaország (SNEP)                 | 32                  |
| Hollandia (Dutch Top 40)             | 5                   |
| Hollandia (Single Top 100)           | 6                   |
| Írország (IRMA)                      | 2                   |
| Kanada (CHUM)                        | 1                   |
| Kanada Top Singles (RPM)             | 1                   |
| Kanada (The Record)                  | 1                   |
| Németország (Official German Charts) | 16                  |
| Norvégia (VG-lista)                  | 10                  |
| Svédország (Sverigetopplistan)       | 18                  |
| Svájc (Schweizer Hitparade)          | 17                  |
| US Billboard Hot 100                 | 1                   |
| US Hot R&B/Hip-Hop Songs (Billboard) | 1                   |
| US Dance Club Songs (Billboard)      | 1                   |
| US Cash Box                          | 1                   |
| Új-Zéland (Recorded Music NZ)        | 2                   |

| Slágerlista (2016)                          | Legmagasabb pozíció |
| ------------------------------------------- | ------------------- |
| Ausztrália (Kent Music Report)              | 11                  |
| Ausztria (Ö3 Austria Top 40)                | 59                  |
| Belgium (Back Catalogue Singles Flanders)   | 2                   |
| Brit kislemezlista (OCC)                    | 26                  |
| Franciaország (SNEP)                        | 11                  |
| Írország (IRMA)                             | 69                  |
| Kanada (Canadian Hot 100)                   | 29                  |
| Németország (Official German Charts)        | 49                  |
| Skócia (OCC)                                | 10                  |
| Spanyolország (PROMUSICAE)                  | 35                  |
| Svájc (Schweizer Hitparade)                 | 34                  |
| US Billboard Hot 100                        | 8                   |
| US Hot R&B/Hip-Hop Songs (Billboard)        | 5                   |
| US Hot Rock & Alternative Songs (Billboard) | 2                   |
| Új-Zéland (Recorded Music NZ)               | 35                  |

### Év végi slágerlisták
| Év   | Slágerlista                          | Pozíció |
| ---- | ------------------------------------ | ------- |
| 1984 | Australia (Kent Music Report)        | 14      |
| 1984 | Belgium (Ultratop Flanders)          | 39      |
| 1984 | Hollandia (Dutch Top 40)             | 27      |
| 1984 | Hollandia (Single Top 100)           | 35      |
| 1984 | US Billboard Hot 100                 | 1       |
| 1984 | US Hot R&B/Hip-Hop Songs (Billboard) | 1       |
| 1984 | Új-Zéland (Recorded Music NZ)        | 15      |
| 2016 | US Hot Rock Songs (Billboard)        | 24      |

### Mindenkori slágerlisták
| Slágerlista (2018)   | Pozíció |
| -------------------- | ------- |
| US Billboard Hot 100 | 123     |

## Díjak
| Év   | Díjátadó              | Díj                   | Jelölt           |
| ---- | --------------------- | --------------------- | ---------------- |
| 1984 | Pazz & Jop            | Single of the Year    | "When Doves Cry" |
| 1985 | American Music Awards | Favorite Black Single | "When Doves Cry" |

## Minősítések
| Régió                    | Minősítés       | Példányszám                             |
| ------------------------ | --------------- | --------------------------------------- |
| Egyesült Államok (RIAA)  | Platina (lemez) | 2,000,000 (lemez) 1,583,666 (digitális) |
| Egyesült Királyság (BPI) | Arany           | 578,000                                 |
| Új-Zéland (RMNZ)         | Arany           | 10,000                                  |